# باب شرقی (دمشق)
باب شرقی (عربی: باب شرقي) یکی از دروازه‌های شهر دمشق قدیم است.